# 51-FORTH
51-FORTH — реалізація мови програмування Forth для мікроконтролера Intel 8051, що була створена 1989 року Скоттом Ґегмлігом з IDACOM Electronics (яку 1990 року купив Hewlett-Packard), і надіслана Дованні Моретті з Massey University, через якого вона швидко розповсюдилася. Початкова версія пакунку 51forth.zip наявна на багатьох архівних сайтах[джерело?], разом із кількома іншими реалізаціями Forth.
Ця реалізація має приблизно 20 слів, написаних мовою Асемблера й застосовує підпрограмний шитий код[джерело?]. Повна версія займає приблизно 8K оперативної пам'яті[джерело?]. 

Джерельний код і документація перебувають у суспільному надбанні[джерело?].